# HINABINGO!
『HINABINGO!』（ヒナビンゴ）は、2019年4月16日（15日深夜）から9月24日（23日深夜）まで日本テレビで放送されていた日向坂46の冠バラエティ番組である。

## 概要
『AKBINGO!』『NOGIBINGO!』『KEYABINGO!』『STU48のセトビンゴ!』『HKTBINGO!』『SKEBINGO!』から続く「BINGO!」シリーズの第7弾として放送されるバラエティ番組である。番組内のミニコーナー「HINAROOM」は、未公開映像を含む完全版が動画配信サービスのHuluで番組とあわせて公開されている。
『HINABINGO!2』の終了後、「BINGO!」シリーズの本家ともいえる『AKBINGO!』が2019年9月25日（9月24日深夜）に終了し、これ以降は「BINGO!」シリーズの番組のレギュラー放送が地上波では放送されていないため、日本テレビの地上波番組及びレギュラー放送として最後に放送開始された「BINGO!」シリーズの番組となっている。

## HINABINGO!
『HINABINGO!』（ヒナビンゴ）は、2019年4月16日（15日深夜）から6月25日（24日深夜）まで毎週火曜1時29分 - 1時59分（月曜深夜）に日本テレビで放送されていた日向坂46のバラエティ番組である。
番組の最終回で松田好花が『HINABINGO!2』をやりたいと発言した直後に小籔千豊から『HINABINGO!2』の放送決定が発表された。

### 出演者
レギュラー
- MC：小籔千豊[3]
- 日向坂46
  - 1期生：井口眞緒、潮紗理菜、柿崎芽実、加藤史帆、齊藤京子、佐々木久美、佐々木美玲、高瀬愛奈、高本彩花、東村芽依[3]
  - 2期生：金村美玖、河田陽菜、小坂菜緒、富田鈴花、丹生明里、濱岸ひより、松田好花、宮田愛萌、渡邉美穂[3]
  - 3期生：上村ひなの[3]

 ゲスト 
- 安井友梨 先生（フィットネスビキニ 日本一）（第4回・第6回）[4][5]

### 放送日程
※地上波版のみ
| 回 | 放送日         | 放送内容                                                 | HINAROOM                                             |
| -- | -------------- | -------------------------------------------------------- | ---------------------------------------------------- |
| 1  | 2019年 4月16日 | 小籔がメンバーの自己アピールを厳しくジャッジ前半戦!      | 加藤史帆、柿崎芽実、佐々木久美、上村ひなの、小坂菜緒 |
| 2  | 4月23日        | 小籔がメンバーの自己アピールを厳しくジャッジ後半戦!      | 潮紗理菜、丹生明里、渡邉美穂、高瀬愛奈、井口眞緒     |
| 3  | 4月30日        | 学校や会社で新学期や新年度 日向坂メンバーが全力で喝！    | 高本彩花、河田陽菜、佐々木美玲、金村美玖、富田鈴花   |
| 4  | 5月7日         | フィットネス日本一美女がメンバーをスパルタ指導!          | 井口眞緒、齊藤京子、金村美玖、丹生明里、渡邉美穂     |
| 5  | 5月14日        | 日向坂46 理想の「姉妹」ナンバー1決定戦!                  | 佐々木久美、東村芽依、松田好花、宮田愛萌、上村ひなの |
| 6  | 5月21日        | 小籔驚き 全力! 3本SP                                     | 加藤史帆、潮紗理菜、佐々木美玲、小坂菜緒、河田陽菜   |
| 7  | 5月28日        | 日向坂46メンバーがそれぞれ考案オリジナルキャラ大連発!    | 渡邉美穂、佐々木美玲、高瀬愛奈、丹生明里、佐々木久美 |
| 8  | 6月4日         | 日向坂46日向坂セルフドッキリSP！メンバーが自ら考案し実行 | 富田鈴花、齊藤京子、潮紗理菜、上村ひなの、松田好花   |
| 9  | 6月11日        | ビンゴ目指して日向坂46メンバー大暴れ!                    | 高本彩花、東村芽依、小坂菜緒、宮田愛萌、金村美玖     |
| 10 | 6月18日        | 日向坂メンバーが私服でおでかけ! 前半戦                   | 松田好花、渡邉美穂、齊藤京子、高本彩花、高瀬愛奈     |
| 11 | 6月25日        | 日向坂メンバーが私服でおでかけ! 後半戦                   | 加藤史帆、東村芽依、富田鈴花、井口眞緒、宮田愛萌     |

### 放送期間
放送局
| 放送期間                      | 放送日時                         | 放送局     | 対象地域   | 備考   |
| ----------------------------- | -------------------------------- | ---------- | ---------- | ------ |
| 2019年4月16日 - 2019年6月25日 | 火曜日 1:29 - 1:59（月曜日深夜） | 日本テレビ | 関東広域圏 | 制作局 |

### スタッフ
- 企画プロデュース：秋元康[要出典]
- 構成：平出尚人、三田卓人、栗坂祐輝、平川達矢[要出典]
- TM：木村博靖[要出典]
- SW：萩野高康[要出典]
- カメラ：早川智晃[要出典]
- 音声：宮内貞[要出典]
- VE：鈴木昭博[要出典]
- LD：長谷川剛史[要出典]
- 美術プロデューサー：栗原和也、大川明子[要出典]
- デザイン：小川裕史[要出典]
- 大道具：永瀬雅俊[要出典]
- 小道具：伊沢英樹[要出典]
- 衣装：栗田佐智子[要出典]
- 技術協力：NiTRo[要出典]
- 美術協力：日テレアート[要出典]
- 編集：川尻一弘（イカロス）[要出典]
- MA：中川弘徳（イカロス）[要出典]
- 音効：伊藤匡祐（Thee BLUEBEAT）[要出典]
- TK：山沢啓子[要出典]
- CG：PDトウキョウ[要出典]
- 企画協力：窪田康志（AKS）、佐野裕一（田辺音楽出版）
- 「HINABINGO!」製作委員会（岡田五知信、高島陽子、土岐洋久、山崎隼、加賀美頌、西原宗実、荒井智美）[要出典]
- AP：東野真有、入江将也[要出典]
- デスク：当田駒子[要出典]
- AD：波多野詩織、若槻春乃、松本奈々、山川大輔、山本美咲[要出典]
- ディレクター：清水克洋、丸山太嘉志、寺野慎一郎、平澤賢宗、荒井悠希、小澤博之、柳川雄洋[要出典]
- 演出：渡邊政次[要出典]
- IPプロデューサー：毛利忍、植野浩之[要出典]
- プロデューサー：井原亮子、今井康則、柴田雅美、日下潤[要出典]
- チーフプロデューサー：納富隆治[要出典]
- 制作協力：えすと、acro[要出典]
- 企画制作：日本テレビ[要出典]
- 製作著作：「HINABINGO!」製作委員会[要出典]

### 過去のスタッフ
- 「HINABINGO!」製作委員会（加宮貴博、櫻井紀子）[要出典]
- AD：下里はつみ、藤田博行[要出典]
- ディレクター：日野力、吉岡大介[要出典]
- プロデューサー：大友有一[要出典]

## HINABINGO!2
『HINABINGO!2』（ヒナビンゴ ツー）は、2019年7月16日（15日深夜）から9月24日（23日深夜）まで毎週火曜1時29分 - 1時59分（月曜深夜）に日本テレビで放送されていた日向坂46のバラエティ番組。

### 出演者
レギュラー
- MC：小籔千豊[16]
- 日向坂46
  - 1期生：井口眞緒、潮紗理菜、加藤史帆、齊藤京子、佐々木久美、佐々木美玲、高瀬愛奈、高本彩花、東村芽依[16]
  - 2期生：金村美玖、河田陽菜、小坂菜緒、富田鈴花、丹生明里、濱岸ひより、松田好花、宮田愛萌、渡邉美穂[16]
  - 3期生：上村ひなの[16]

 ゲスト 
- エビー（米村でんじろうサイエンスプロダウション） - 第7回[17]。

### 放送日程
※地上波版のみ
| 回 | 放送日         | 放送内容                                                     | HINAROOM                                             |
| -- | -------------- | ------------------------------------------------------------ | ---------------------------------------------------- |
| 1  | 2019年 7月16日 | 日向坂46あなたのために歌いたい!                              | 小坂菜緒、齊藤京子、佐々木美玲、濱岸ひより、宮田愛萌 |
| 2  | 7月23日        | 全員浴衣で祭り対決!                                          | 河田陽菜、加藤史帆、丹生明里、潮紗理菜               |
| 3  | 7月30日        | 日向坂46が夢の新規事業を実演プレゼン!                        | 井口眞緒、佐々木久美、高本彩花、東村芽依、高瀬愛奈   |
| 4  | 8月6日         | 日向坂46の熱烈希望企画 前半戦!                               | 小坂菜緒、上村ひなの、渡邉美穂、金村美玖、松田好花   |
| 5  | 8月13日        | 日向坂46の熱烈希望企画 後半戦!                               | 加藤史帆、高瀬愛奈、高本彩花、富田鈴花、丹生明里     |
| 6  | 8月20日        | 日向坂メンバーが選ぶ嫁にしたい日向坂メンバーは?              | 潮紗理菜、東村芽依、宮田愛萌、河田陽菜、佐々木久美   |
| 7  | 8月27日        | 彩花プリンセスが魔法で暴走?電流50万ボルトで悲鳴!涙も         | 潮紗理菜、佐々木美玲、松田好花、高瀬愛奈、丹生明里   |
| 8  | 9月3日         | 日向坂メンバー発案&仕掛け人の生態調査!                       | 上村ひなの、金村美玖、宮田愛萌、河田陽菜             |
| 9  | 9月10日        | 日向坂46が生誕委員に! 祝こやびん46生誕祭!                    | 高本彩花、東村芽依                                   |
| 10 | 9月17日        | こやびん46と日向坂46が激突｢コヤビンゴ｣                       | 上村ひなの                                           |
| 11 | 9月24日        | こやびん46&上村ひなの15歳からの挑戦状! 日向坂46が私服で挑む! | 井口眞緒、加藤史帆、富田鈴花、渡邉美穂、佐々木久美   |

### 放送期間
放送局
| 放送期間                | 放送日時                         | 放送局     | 対象地域   | 備考   |
| ----------------------- | -------------------------------- | ---------- | ---------- | ------ |
| 2019年7月16日 - 9月24日 | 火曜日 1:29 - 1:59（月曜日深夜） | 日本テレビ | 関東広域圏 | 制作局 |

### スタッフ
- 企画プロデュース：秋元康[要出典]
- 構成：平出尚人、三田卓人、栗坂祐輝、平川達矢[要出典]
- TM：木村博靖[要出典]
- SW：萩野高康[要出典]
- カメラ：早川智晃[要出典]
- 音声：宮内貞[要出典]
- VE：鈴木昭博[要出典]
- LD：高橋正彦[要出典]
- 美術プロデューサー：栗原和也、大川明子[要出典]
- デザイン：小川裕史[要出典]
- 大道具：永瀬雅俊[要出典]
- 小道具：伊沢英樹[要出典]
- 衣装：栗田佐智子[要出典]
- 技術協力：NiTRo[要出典]
- 美術協力：日テレアート[要出典]
- 編集：川尻一弘（イカロス）[要出典]
- MA：中川弘徳（イカロス）[要出典]
- 音効：伊藤匡祐（Thee BLUEBEAT）[要出典]
- TK：山沢啓子[要出典]
- CG：PDトウキョウ[要出典]
- 企画協力：窪田康志（AKS）、佐野裕一（田辺音楽出版）[要出典]
- 「HINABINGO!2」製作委員会（岡田五知信、高島陽子、土岐洋久、山崎隼、加賀美頌、西原宗実、荒井智美）[要出典]
- AP：東野真有、入江将也[要出典]
- デスク：当田駒子[要出典]
- AD：松本奈々、山川大輔、山本美咲、波多野詩織、若槻春乃[要出典]
- ディレクター：小澤博之、柳川雄洋、萩原博善、吉田大介、平澤賢宗、荒井悠希[要出典]
- 演出：渡邊政次[要出典]
- IPプロデューサー：毛利忍、植野浩之[要出典]
- プロデューサー：井原亮子、今井康則、柴田雅美、日下潤[要出典]
- チーフプロデューサー：納富隆治[要出典]
- 制作協力：えすと、acro[要出典]
- 企画制作：日本テレビ[要出典]
- 製作著作：「HINABINGO!2」製作委員会[要出典]

## 主題歌
HINABINGO! オープニングテーマ
- 日向坂46「キュン」（2019年4月16日 - 2019年6月25日）[28]

HINABINGO!2 オープニングテーマ
- 日向坂46「ドレミソラシド」（2019年7月16日 - 2019年9月24日）[29]

## 関連商品
| リリース日     | タイトル               | レーベル | 規格品番   | 形態   | 封入特典 | 収録映像 |
| -------------- | ---------------------- | -------- | ---------- | ------ | --- | --- |
| 2019年11月22日 | HINABINGO! DVD-BOX     | vap      | VPBF-14874 | 限定版 | フォトブックレット（40頁）、オリジナル生写真ランダム5種封入（全40種予定）                                       | 全放送、密着! メイキング映像、未公開映像、HINABINGO!打ち上げパーティー、メンバー同士で撮影！HINAカメラ                             |
| 2019年11月22日 | HINABINGO! Blu-ray BOX | vap      | VPXF-71765 | 通常版 | フォトブックレット（40頁）、オリジナル生写真ランダム5種封入（全40種予定）、スペシャルフォトブックレット（20頁） | 全放送、密着! メイキング映像、未公開映像、HINABINGO!打ち上げパーティー、メンバー同士で撮影！HINAカメラ、「HINA ROOM」完全版 全11回 |

| リリース日   | タイトル                | レーベル | 規格品番   | 形態   | 封入特典 | 収録映像                                                                                             |
| ------------ | ----------------------- | -------- | ---------- | ------ | --- | --- |
| 2020年4月3日 | HINABINGO!2 DVD-BOX     | vap      | VPBF-14008 | 限定版 | フォトブックレット（40頁）、オリジナル生写真ランダム5種封入（全38種予定）                                       | 全放送、密着! メイキング映像、未公開映像、メンバー同士で撮影！HINAカメラ                             |
| 2020年4月3日 | HINABINGO!2 Blu-ray BOX | vap      | VPXF-71801 | 通常版 | フォトブックレット（40頁）、オリジナル生写真ランダム5種封入（全38種予定）、スペシャルフォトブックレット（20頁） | 全放送、密着! メイキング映像、未公開映像、メンバー同士で撮影！HINAカメラ、「HINA ROOM」完全版 全11回 |